# Charles Howard (17e comte de Suffolk)
Pour les articles homonymes, voir Charles Howard et Howard.
Charles John Howard, 17e comte de Suffolk, 10e comte de Berkshire (7 novembre 1805 - 14 août 1876), titré vicomte Andover entre 1820 et 1851, est un pair britannique et un homme politique whig.

## Biographie
Il est le fils de Thomas Howard (16e comte de Suffolk), et d'Elizabeth Jane, fille de James Dutton (1er baron Sherborne). Il est le frère de Henry Thomas Howard et de James Howard.
Il est élu au Parlement pour Malmesbury en 1832, poste qu'il occupe jusqu'en 1841. En 1851, il succède à son père en tant que dix-septième comte de Suffolk et entre à la Chambre des lords.

## Famille
Il épouse sa cousine Isabella Catherine, fille d'Henry Howard-Molyneux-Howard (frère de Bernard Howard (12e duc de Norfolk)) en 1829. Ils ont sept enfants:
- Henry Howard (18e comte de Suffolk) (1833-1898)
- Greville Theophilus Howard (22 décembre 1836 - 28 juillet 1880), épouse Audrey Townshend, fille de John Townshend (4e marquis Townshend)
- Mary Charlotte Henrietta Howard, née en 1840
- Bernard Thomas Howard (21 août 1841 - 25 septembre 1868), militaire
- Isabella Julia Elizabeth Howard (c 1843 - 8 octobre 1910), mariée à Francis Henry Atherley
- Victoria Margaret Louisa Howard, née en 1843
- Cecil Molyneux Howard (30 mars 1849 - 28 avril 1903), marié à Amy Schuster, sans descendance

Il meurt en août 1876, à l'âge de 70 ans, et son fils aîné, Henry, lui succède. La comtesse de Suffolk est décédée en juin 1891.